# Palladoarseniuro
La palladoarseniuro è un minerale.